# لنادورا
لنادورا (به لاتین: Lenadora) یک منطقهٔ مسکونی در سری‌لانکا است که در استان مرکزی (سری‌لانکا) واقع شده‌است.